# Danchon-myeon
Danchon-myeon (koreanska: 단촌면) är en socken i kommunen Uiseong-gun i provinsen Norra Gyeongsang i den centrala delen av Sydkorea, 200 km sydost om huvudstaden Seoul.